# Nick Fyffe
Nick Fyffe (14 de octubre de 1972) fue uno de los bajistas de la banda Jamiroquai, desde año 1998 hasta el 2003. Su comienzo en la banda fue gracias a su padre, quien era teclista. Cuando leyó la noticia de que Zender (en ese entonces bajista de jamiroquai) dejó la banda, decidió audicionar. Reemplazó a Stuart Zender y fue reemplazado por Paul Turner. 
Fyffe es diplomado en jazz y música pop. Su bajista favorito es Marcus Miller. 
Luego, participó en una banda llamada hard-fi y hoy está en una banda llamada The Sunflower Jam con Robert Plant.